# Гільдесгайм
Гільдесга́йм (нім. Hildesheim) — місто в землі Нижня Саксонія, Німеччина, розташоване за 30 км на південний схід від Ганновера на березі річки Іннерсте, притоки Лайне. Адміністративний центр однойменного району.
Площа — 92,96 км². Населення становить 100 319 ос. (станом на 31 грудня 2021).
У місті є штаб-квартири компаній AutoGyro (відомий виробник автожирів) та Blaupunkt. Гільдесгайм відомий такими історичними пам'ятками як кафедральний собор Св. Марії і церква святого Михайла (нім. Dom St. Mariae und Michaeliskirche in Hildesheim) (XI століття), включеними до Світової спадщини ЮНЕСКО.

## Реставрація Гільдесгайма
Гільдесгайм був сильно пошкоджений під час Другої світової війни повітряними нальотами в 1945 році, особливо 22 березня. Центр міста, який до цього зберігав характер Середньовіччя, просто припинив своє існування. Після війни він перебудовувався в різних стилях. Більшість великих церков, дві з них в даний час світової спадщини ЮНЕСКО були відновлені незабаром після війни.
У 1980 році почалася реконструкція історичного центру. Деякі зі старих будівель навколо головної площі були знесені і замінені копіями справжніх будівель.

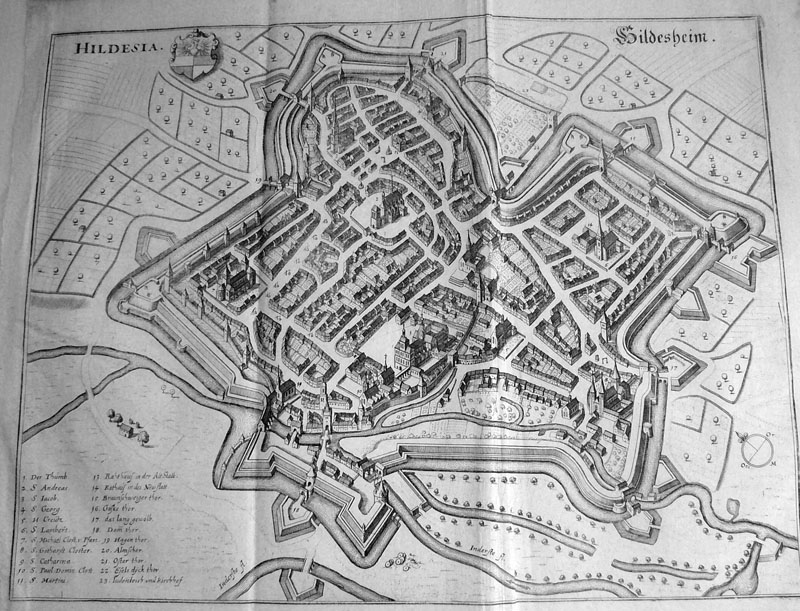
Hildes 1653

Knochenhauer (будівля цеху м'ясників)
адреса: Markt 7, 31134
Найбільший і найзнаменитіший фахверковий будинок в Німеччині, 1529 р. Приклад дерев'яного будівництва, є однією з найбільших структур на історичному ринку Гільдесгайм. З його 7 поверхами і висотою 26 метрів, він вважається одним з найвищих дерев'яних будинків у Німеччині. Дах має розмір 800 квадратних метрів. Портал має ширину 2,35 метра. Фасад прикрашений кольоровими різьбленням по дереву, картинами та німецькими прислів'ями.
Оскільки в підвалі є стіни товщиною до 1,4 метра, які зберігають температуру дуже низькими, вона використовувалася для зберігання м'яса та ковбас. У 1884 році 4, 5, 6 та 7 поверхи були знищені вогнем, але відновлені відразу. З цього приводу було зроблено детальні плани будівництва.
Під час Другої світової війни сусідні міста Ганновер і Брауншвейг зазнали жорстоких бомбардувань ще в 1943 та 1944 роках, і багато історичних будівель були зруйновані. Як наслідок, міська рада міста передбачала можливий демонтаж Будинку м'ясників. Була зроблена точна дерев'яна модель і знято багато фотографій. Плани будівництва надійшли на зберігання.
22 березня 1945 р. майже уся Площа ринок Гільдесгайму була зруйнована запальними бомбами вщент. У будинку м'ясників зберіглось лише спорудження підвалу. У 1950-х роках будинки замінювалися бетонними будівлями з плоскими дахами. Гілдський зал «М'ясники» був заміщений готелем з семи поверхами, який був побудований з 1962-64.
На початку 80-х років готель на Площі ринок збанкрутував, а розширюваному муніципальному ощадному банку потрібна більша будівля (чия поява так само стала наслідком реконструкції, та стояла по-сусідству). З цієї нагоди міська рада вирішила знищити конкретні будівлі та реконструювати історичний ринок Хільдесхайм у оригінальному стилі. Багато мешканців Гільдесхайма пожертвували гроші на проєкт та надавали старі фотографії та малюнки. Деякі з старих будівельних планів Гілецького залу М'ясників були збережені. Перший камінь фундаменту був закладений 27 жовтня 1987 року. Використано 400 кубічних метрів дуба, 7500 дерев'яних кілограмів та 19 000 плиток для даху, яких було майже 150 років. Церемонія покрівлі відбулася 15 січня 1989 року, а реконструкція була завершена в грудні 1989 року . Загальна вартість реконструкції Гільдіальних залів М'ясника та Пекарів склала 13,6 млн. Марок, що становить приблизно 7 млн. Євро.
Pfeilerhaus (стовпчастий будинок)
адреса: Andreasplatz, 31134
Pfeilerhaus (стовпчастий будинок) — фахверковий будинок, побудований в 1623 році. Ззовні був оздоблений великою кількістю різьблень та прикрашений багатими ювелірними виробами.
До прикладу: На західній стороні він показує Музу — дев'ять богів покровителів образотворчого мистецтва та наук.
На південній стороні у верхній Justitia (Справедливість), про Верітас (істина), Констанція (опір), misercordis (Mercy), humilitas(смирення). Серед них лібералітас (щедрість), пакс (мир), concordia (concord), amor (любов), castitas (цнотливість) і mansuetudo(помилування).
Крім того, на другому поверсі: Prudentia (розсудливість) відвертість (глянець), Гуманність (людство), parsimonia (економічний)diligentis (працьовитість) і праця (робота).
На першому поверсі стояли: pietas (благочестя), fides (віра), spes (надія) та charitas (любов).
Також боги: Марс, Сол, Венера, Луна, Паллада, Нептун і Вулкан. Прохід був прикрашений грецькими та римськими божествами.
Панелі нагорі містять елементи музичного циклу: Терпсіхора з лірою, музою танцю, Каліопе з восковою таблеткою, музою оповідної поезії.
З південної сторони будівля стоїть на двох колонах, що носять надпис 1623р(рік будівництва). Існував також ще третій стовп, проте він не був помітний через невеликий будинок в своїй структурі.
План будинку показує нам, що надбудова була висунута як продовження строго будинку з кам'яними стовпами над площею у будинку є дві консольні та три проєкційні арки за Андерсплацом (назва площі де знаходиться будівля) .
Будинок мав найскладнішу в той час надбудовою Надбудова загальною довжиною будинку 9 м була самостійною частиною причалу. Це створило прохід між «перевернутим будинком» (сусіднім за своїм розташуванням) та будинками на північній стороні.
В 1950-х роках, на місці зруйнованого стовпчастого будинку встановлюють сучасну бетонну споруду, яка нагадує втрачений будинок лише загальними розмірами та формою.
Umgestülpter Zuckerhut / «Перевернутий будинок»
адреса: Andreasplatz, 31134

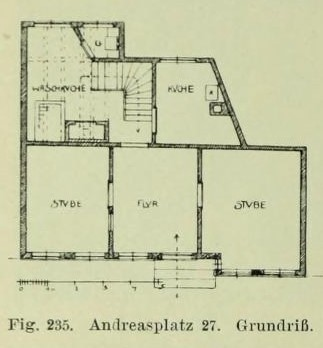
План першого поверху

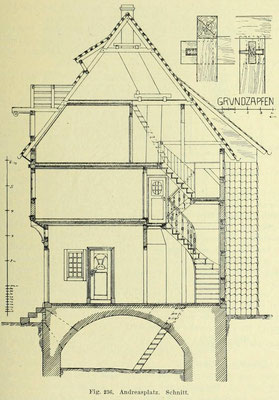
Розріз зі сторони площі Андерсплац

На Пфеілерхаус (стовпчастий будинок) спирається інша надзвичайно характерна та знакова будівгя Гільдесгайму- Umgestülpter Zuckerhut, характеризується своєю оригінальною структурою, адже при наявності дуже невеликої ділянки, перший поверх був закладений в межах 17м2 , проте завдяки поступовому розширенню будівлі вверх, другий поверх вже займав площу 29м2 . Така нестандартна, для того часу форма, будинку швидко здобула назву в народі «перевернутого будинку» .
Оригінальний «перевернутий будинок» був побудований 500 років тому. До бомбардування 22 березня 1945 року, він стійко витримував несприятливі умови та різні види експлуатації протягом століть. У липні 2007 року за підтримки міста Хільдесхайм, було проведено конкурс на реконструкцію «перевернутого будинку».
Журі зійшлось на думці провести реновацію даної будівлі за її первинним виглядом.
Конструкція передбачала реконструкцію будинку на історичному майданчику, що пов'язаний з «Стовпчастим будинком». Дві будівлі повинні були бути з'єднаними, щоб історичний будівельний комплекс знову можна було експлуатувати. Передбачалось, що з реконструкцією будівельного ансамблю знову повинні з'явитись історичні міські простори та пішохідні комунікації.
На основі відмінних історичних фотографій зруйнованої споруди і збережених креслень першого поверху та креслень верхніх стельових балок була розроблена геометрія балок, на усіх поверхах, а також визначені головні осі споруди. Стельові балки були встановлені у формі віяла до осі східного фронтону, що нахилений приблизно на 25 ° від вертикальної осі.
Історична конструкція повинна була бути достатньо стабільною, проте за результатом проведених обрахунків стійкості будівлі, конструктори зробили висновок, що історичний «перевернутий будинок» не був справді стійким за сучасними вимогами навантажень. Незважаючи на це, реконструкція повинна була відповідати усім діючим нормам та відповідним факторам безпеки.
На старті робіт було знайдено навколо будівлі чимало підземних ліній комунікацій, з цього стає зрозумілим чому вся споруда стоїть на фундаменті, що відповідає розмірам першого поверху (17м2). Одразу поруч із північною стіною прокладена каналізаційна труба з 1896 р., глибиною близько 3 м. Прокладка цього трубопроводу, швидше за все, і стала причиною відчутного зміщення лінії північного фасаду. Щоб уникнути нахилу окремих фундаментів у напрямку цієї траншеї, реставраторами було додано ще дві фундаментні опори. Вони складаються з залізобетонних балок, які жорстко закріплені в великі існуючі основи. Перед реконструкторами постала ще одна проблема. Хоча карнизи були розташовані паралельно один одному, проте усі вони мали різну довжину, кожний поверх мав різну висоту. Кут зміщення був невідомим. Після фотограмметричних фотографій фасадів архітектори визначили розміри окремих поперечних перерізів. Вони і стали основою для реконструкції даного будинку. Невідомо, чи були і як саме закріплені стіни в внутрішньому просторі споруди. Ренновація проводилась без конкретного розуміння внутрішнього простору будинку.
Міська ратуша
адреса: Markt 1, 31134
Будівля часто перебудовувалась протягом століть (наприклад, в 1375, 1454 і 1883-87), проте найбільшого пошкодження було завдано в 1945 році (бомбардування Гільдесгайма нацистами). Тож після війни мерія була перебудована та заснована в 1954 році.
Одна з веж будівлі, залишилася майже неушкодженою під час війни, датується 13 століття і називається «Лілі». Походження назви невизначено. Башта складається з дуже товстих стін (2 метри) і, можливо, була вежею першої міської стіни, яка була зруйнована, коли місто розширювалось та потребувало нових територій. Деякі вікна «Лілії» дуже маленькі і виглядають як щілини. Інша вежа, яка була додана до ратуші, є схожою на «Лілі», але вона набагато молодша. Побудована наприкінці XIX століття. Як і «Лілі», ця вежа залишилася практично неушкодженою у Другій світовій війні.
У східній стіні вежі є примітний надпис, висічений готичними літерами на каменю: Dat is de garenmathe, що означає «Це пряжа»/ «Це є розмір пряжі». Навколо надпису все ще можна побачити форму середньовічної міри пряжі.
На балюстраді зображено дев'ять нахилених гербів. Розглядаючи зліва направо: [ 1. Хохстфіт Хільдесхайм, 2. Старе місто Хільдесхайм до 1528 року, 3. граф Уїнсенбург ,4. Шляхетний шлях Пейн,
5. граф Дассей, 6. граф Волденберг, 7. Граф фон Попенбург,
8. граф фон Шладен, 9. Нойштадт Хіфдесхайм
Джерело зображень: книга «Середньовічні ратуші в нижній Саксонії і Бремені» Видавництво Майкла Імхофа/«Mittelalterliche Rathauser in Niedersachsen und Bremen» Michael Imhof verglad

## Світлини

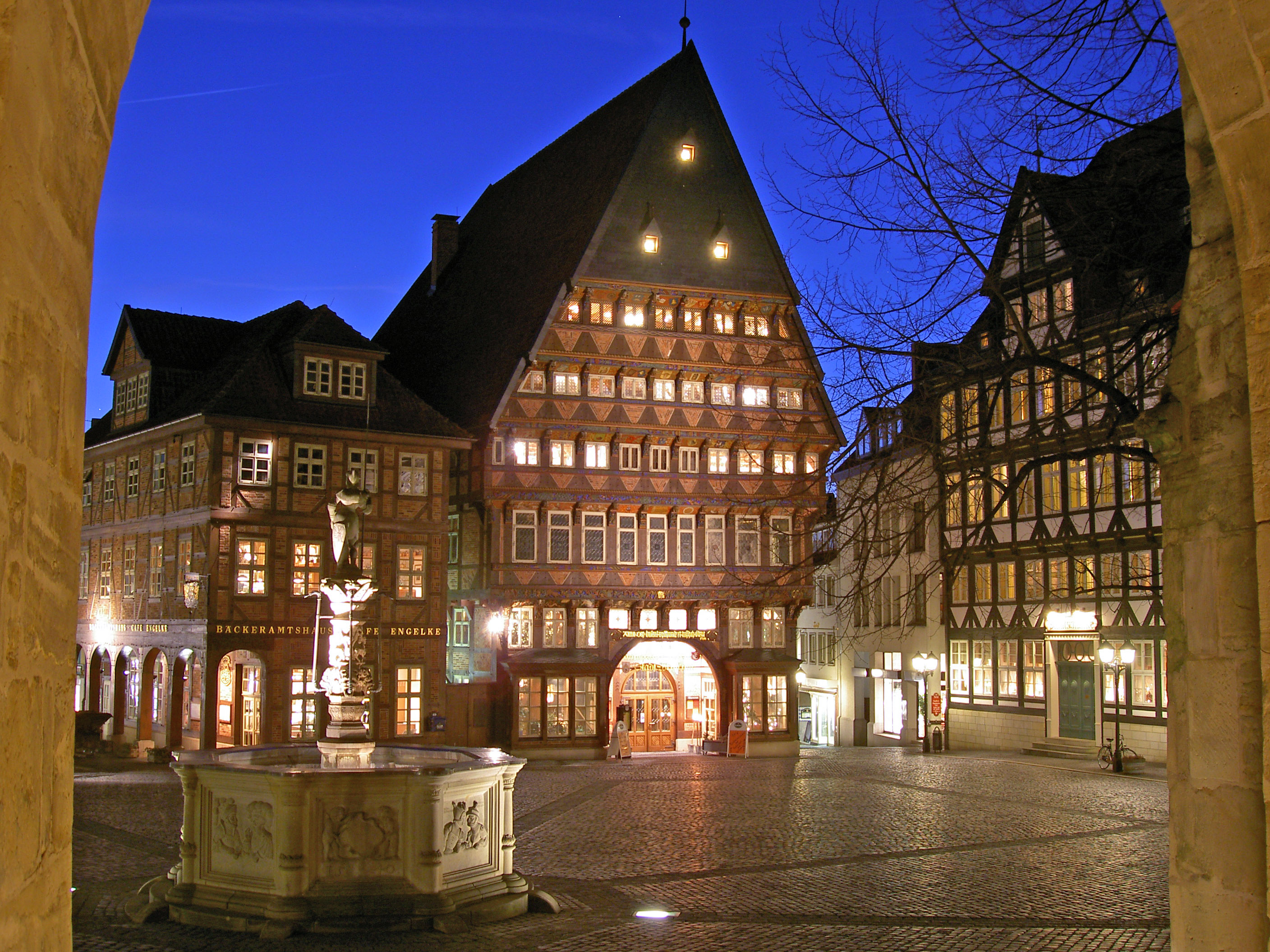
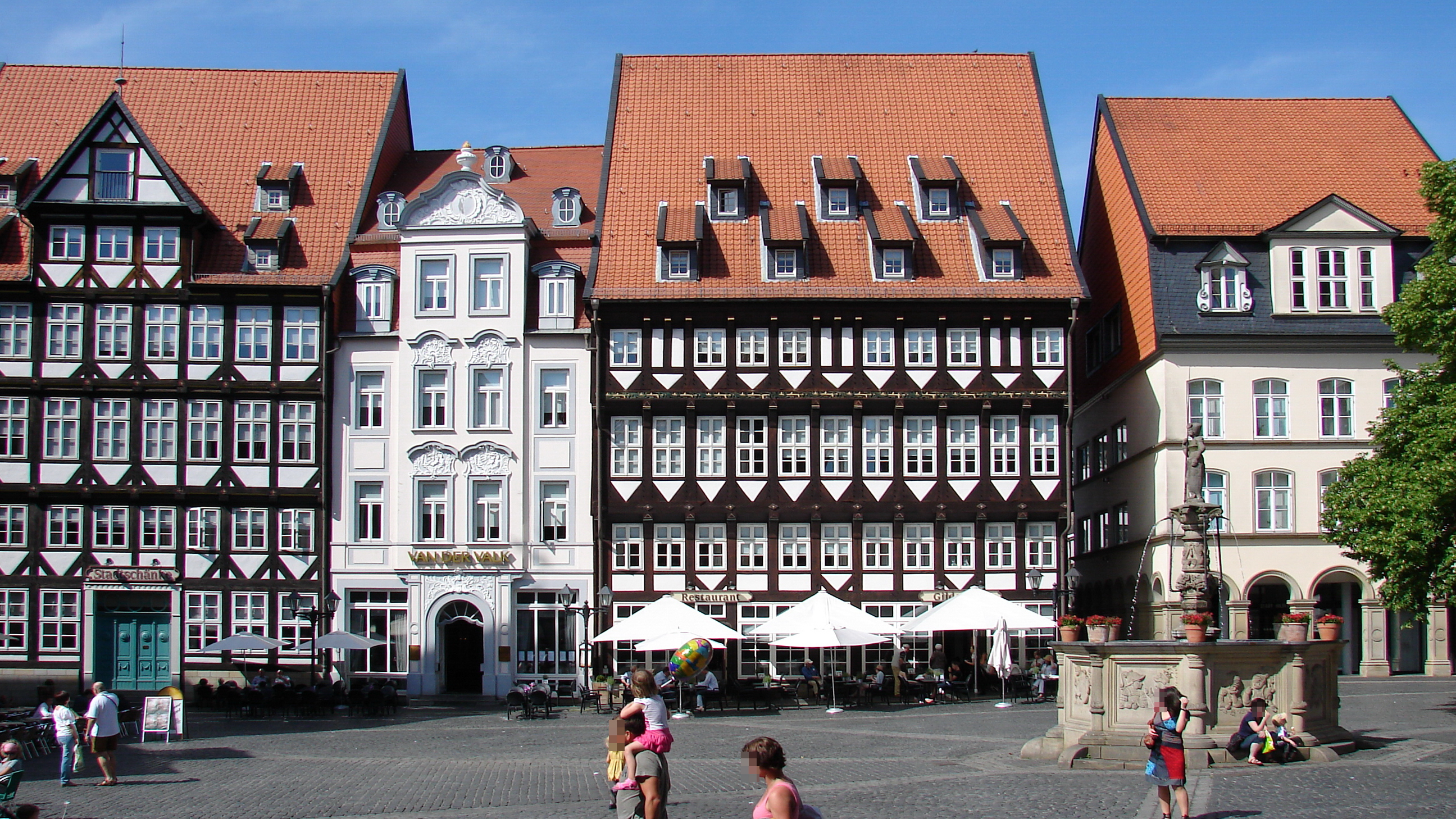
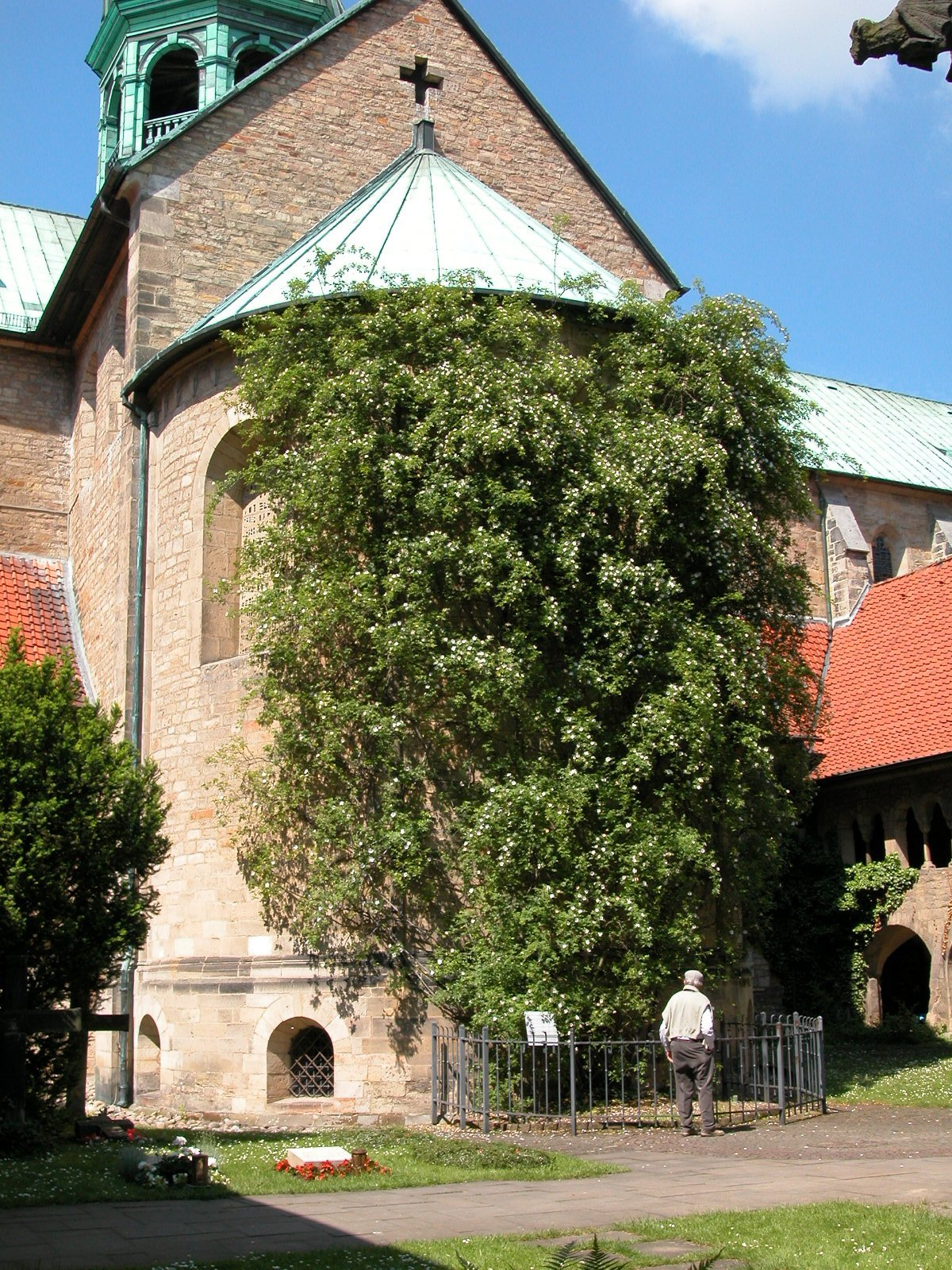
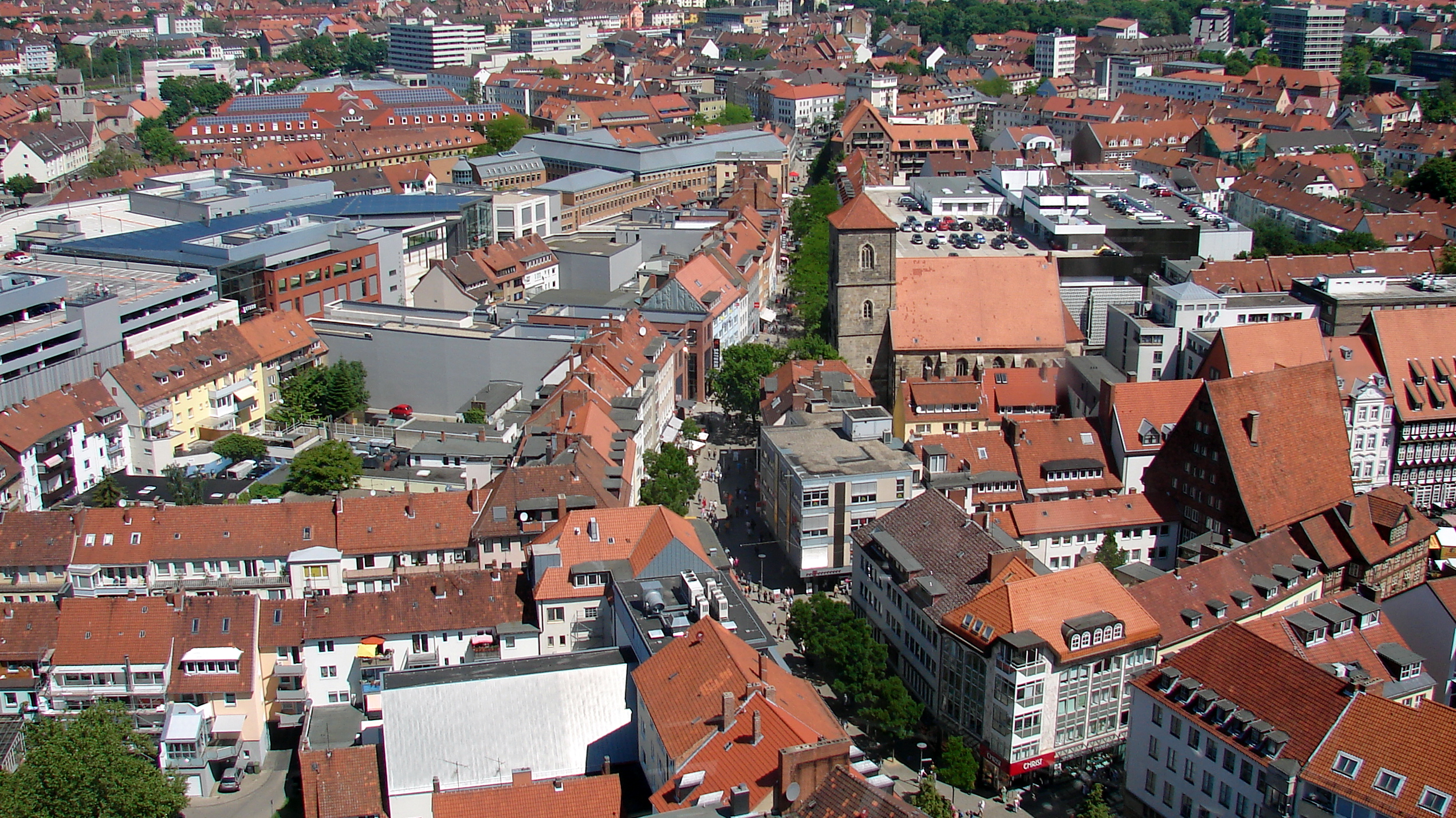
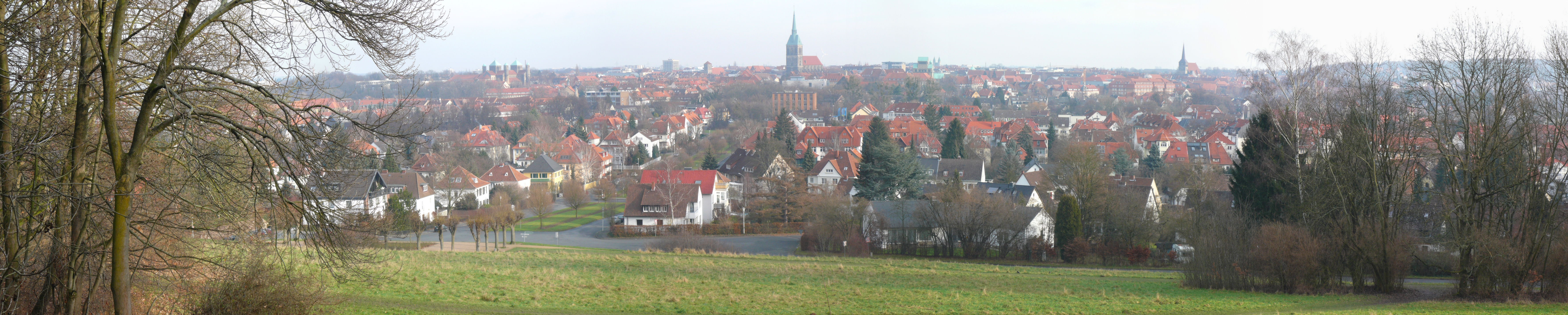
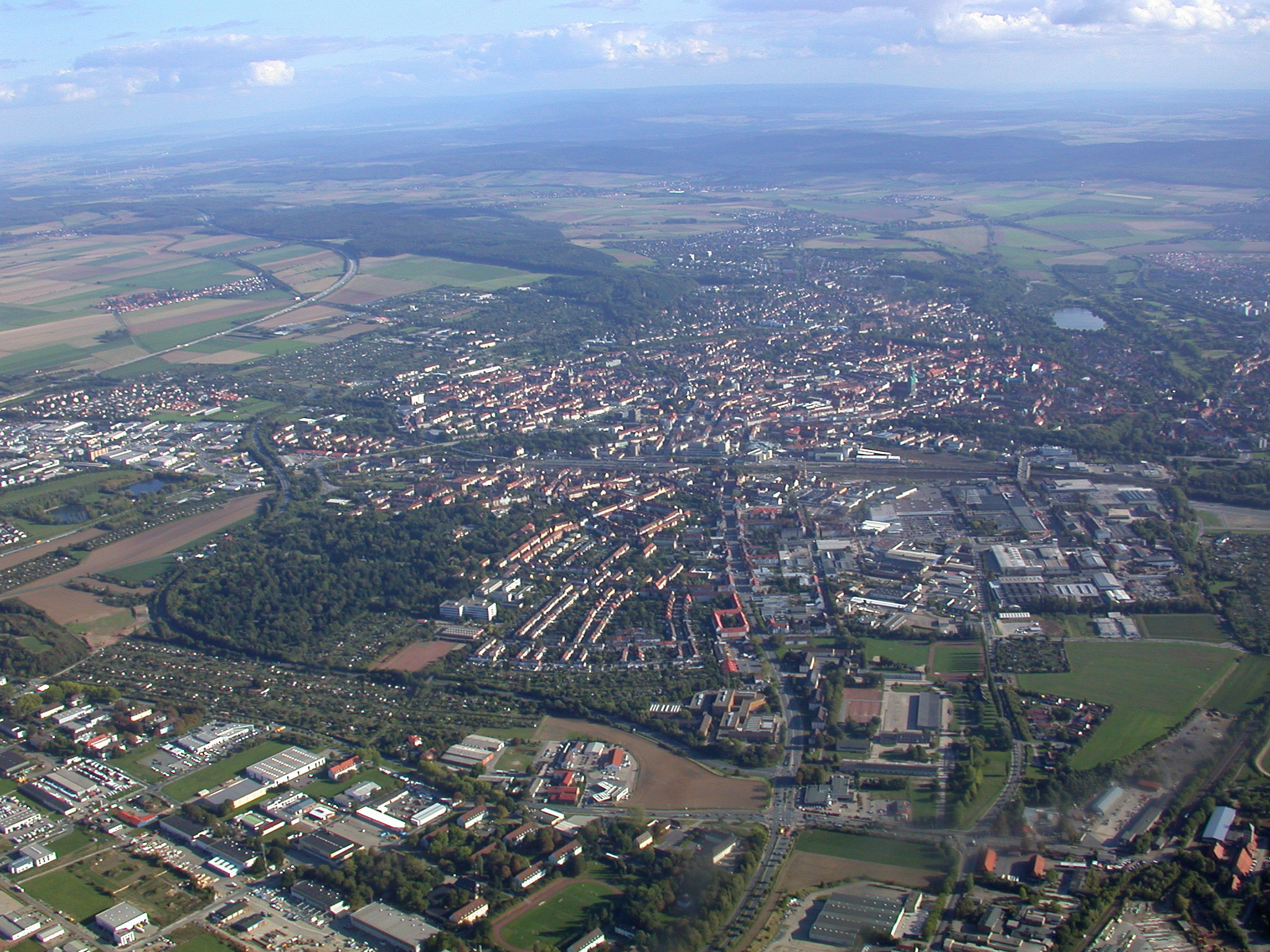
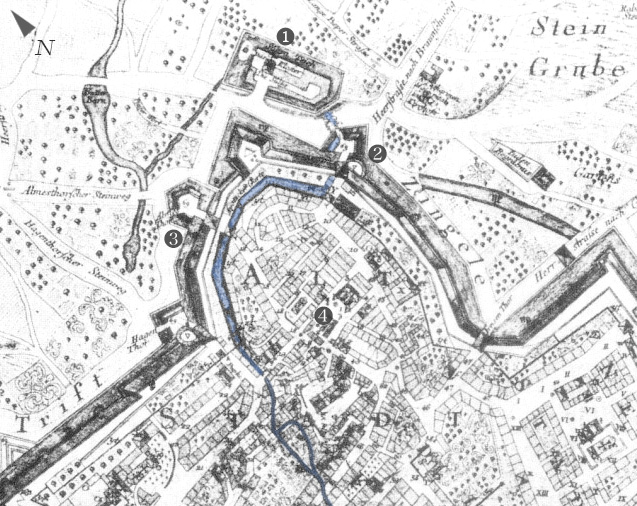

## Відомі особистості
У місті народилися:
- Еріх Поммер (1889—1966) — відомий діяч німецької і американської кінематографії.
- Томас Квастгофф (* 1959) — німецький співак, бас-баритон.